# Shannon Rutherford
 (octobre 2024).
- Si vous ne connaissez pas le sujet, laissez ce bandeau (vous pouvez alors contacter les auteurs).
- Si vous supprimez le contenu mis en cause (vous pouvez préalablement contacter les auteurs),

argumentez précisément cette suppression dans la page de discussion
(un manque de référence n'est pas un argument ; une recherche réelle de référence doit avoir été effectuée, être formellement documentée).
Shannon Rutherford est un personnage fictif du feuilleton télévisé Lost : Les Disparus. Il est interprété par l'actrice Maggie Grace.
Shannon est une jeune femme d'une vingtaine d'années, qui apparaît au début du feuilleton comme une personne inutile à la communauté présente sur l'île et fort attachée à son apparence. C'est la seule au départ à sembler ne pas être consciente de la gravité de la situation, car elle était persuadée de l'arrivée imminente des secours. Elle est également la demi-sœur de Boone. Elle a une relation amoureuse avec Sayid jusqu'à ce qu'elle soit accidentellement tuée par Ana Lucia dans la jungle.

## Biographie fictive

### Avant le crash
Quand Shannon a huit ans, son père se marie à Sabrina Carlyle et elle passe son adolescence avec son demi-frère, Boone. Elle étudie le ballet et enseigne par la suite la danse à de jeunes filles. Quand elle a dix-huit ans, le père de Shannon meurt dans un accident de voiture. N'ayant pas fait de testament, tout ce qui lui appartenait revient à son épouse. Sabrina refuse d'aider Shannon financièrement, en dépit de l'admission de Shannon dans une prestigieuse école de danse à New York. Incapable de subvenir à ses besoins, Shannon voyage en France pendant une courte période où elle travaille au pair.
Shannon monte par la suite un plan visant à escroquer Boone, connaissant l'amour qu'il éprouve pour elle. Shannon lui fait croire que son petit ami la maltraite afin que Boone le paye pour qu'il la quitte. Cependant, elle est arnaquée à son tour par son petit ami qui part avec l'argent et elle retourne auprès de Boone à Sydney. Ils se rendent à l'aéroport et prennent ainsi le vol Oceanic 815 pour retourner à Los Angeles.

### Après le crash
À son arrivée sur l'île, Shannon décide de joindre Sayid et d'autres survivants lorsqu'ils s'aventurent dans la jungle pour transmettre un signal de détresse, après que Boone lui a reproché d'être égoïste. Quand ils découvrent un signal tournant en boucle en français (en allemand dans la version française), Shannon utilise sa connaissance de la langue pour traduire le message. Plus tard, Shannon a une crise d'asthme et Sun utilise des feuilles d'eucalyptus pour l'aider à respirer. Sayid lui demande par la suite de l'aider à traduire les cartes de Danielle Rousseau, la femme qui a transmis le message radio en français. Shannon et Sayid tissent alors des liens amoureux. Après avoir passé la nuit avec Sayid sur la plage, Shannon apprend la mort de Boone à la suite d'une grave chute. À son enterrement, Shannon ne dit rien mais permet à Sayid de parler à la place. Shannon tient Locke pour responsable de la mort de Boone et demande à Sayid d'agir. Quand il refuse, elle vole un pistolet et s'apprête à tirer sur Locke jusqu'à l'intervention de Sayid. Quand Rousseau arrive sur la plage pour avertir le camp de l'arrivée imminente des « Autres », Shannon se rend aux cavernes avec le reste du groupe. Avant de partir sur le radeau que les survivants ont construit, Walt donne à Shannon la garde de son chien, Vincent, pour qu'il la réconforte à la suite de la perte de Boone. 
Un peu plus tard, elle fait la rencontre mystérieuse dans la jungle de Walt, enlevé quelques instants plus tôt par les « Autres ». Déçue et délaissée par Sayid qui refuse de la croire, Shannon décide alors de partir à la recherche de Walt. Alors qu’elle court à travers la jungle en direction de ce qu’elle pense être une nouvelle fois le jeune enfant, elle est abattue accidentellement par Ana Lucia et meurt quelques secondes plus tard dans les bras de Sayid. Elle est enterrée le jour suivant aux côtés de Boone.

### Réalité alternative
Dans la réalité alternative, Shannon ne rentre pas directement avec son frère Boone sur le vol 815. Par la suite, lorsque Boone est attaqué par quelqu'un à l'extérieur d'un bar, Hurley et Sayid regardent de loin. Shannon saute sur le dos de l'attaquant en essayant de défendre son frère aîné. L'agresseur jette Shannon contre un mur et il est sur le point de la frapper lorsque Sayid la sauve et frappe l'agresseur. Ils se souviennent alors de leur vie sur l'île et de l'amour qu'ils avaient l'un pour l'autre, avant de s'embrasser passionnément. Plus tard dans la nuit, elle est réunie avec les autres passagers du vol Oceanic 815 dans une église.